# Supercoppa del Portogallo 2000 (hockey su pista)
La Supercoppa del Portogallo 2000 è stata la 18ª edizione dell'omonima competizione portoghese di hockey su pista. Il torneo ha avuto luogo dal 23 al 30 settembre 2000. 
A conquistare il trofeo è stato il Porto al dodicesimo successo nella sua storia.

## Squadre partecipanti
| Club    | Qualificazione                       | Partecipazioni precedenti (il grassetto indica la vittoria)            |
| ------- | ------------------------------------ | ---------------------------------------------------------------------- |
| Porto   | Detentore della 1ª Divisão           | 1983, 1984, 1985, 1986, 1987, 1988, 1989, 1990, 1991, 1996, 1998, 1999 |
| Benfica | Detentore della Coppa del Portogallo | 1983, 1984, 1985, 1986, 1987, 1988, 1989, 1990, 1991, 1996, 1998       |

## Risultati
| Squadra 1 | Totale | Squadra 2 | Andata | Ritorno |
| --------- | ------ | --------- | ------ | ------- |
| Porto     | 7 - 6  | Benfica   | 2 - 2  | 5 - 4   |

| Porto 23 settembre 2000 Finale di andata | Porto | 2 – 2 | Benfica | Dragão Caixa |

| Lisbona 30 settembre 2000 Finale di ritorno | Benfica | 4 – 5 | Porto | Pavilhão da Luz Nº 1 |